# KNVB beker 2011-2012
La KNVB beker 2011-2012 è stata la 94ª edizione del torneo. È iniziata il 23 agosto 2011 e si è conclusa l'8 aprile 2012. Il PSV Eindhoven ha vinto il trofeo per la nona volta, battendo in finale per 3-0 l'Heracles Almelo, e sarà ammesso al turno di play-off della UEFA Europa League 2012-2013.

## Avvenimenti
La partita del terzo turno fra Ajax e AZ Alkmaar è stata sospesa per rissa al 37' con i padroni di casa in vantaggio per 1-0. L'episodio che ha determinato la sospensione è stato causato da un tifoso che ha invaso il campo aggredendo il portiere degli ospite, Esteban Alvarado, che reagisce colpendo con dei calci l'aggressore finito a terra. L'arbitro, dal canto suo, applica il regolamento ed espelle il costaricano, scatenando così l'ira dell'allenatore Gertjan Verbeek che invita quindi i suoi giocatori ad abbandonare il terreno di gioco in segno di protesta.

## Primo turno
Hanno partecipato 56 squadre dilettantistiche. Le partite si sono giocate il 23 e il 24 agosto 2011.
| Squadra 1        | Risultato       | Squadra 2        |
| ---------------- | --------------- | ---------------- |
| Zwaluwen '30     | 3 - 0           | Susteren         |
| Hollandia        | 0 - 1           | Scheveningen     |
| Staphorst        | 4 - 2           | Groene Ster      |
| De Treffers      | 1 - 0           | Rijnsburgse Boys |
| SVZW Wierden     | 4 - 5 (dts)     | HBS              |
| Someren          | 1 - 4           | Genemuiden       |
| ARC              | 6 - 2           | Quick '20        |
| Sparta Nijkerk   | 5 - 1           | Hoogland         |
| VCK              | 0 - 5           | Argon            |
| Actief           | 1 - 2 (dts)     | Excelsior 31     |
| GOES             | 1 - 5           | Zwaluwen         |
| Capelle          | 1 - 1 (4-5 dcr) | WKE              |
| IJsselmeervogels | 2 - 1           | AFC              |
| Achilles '29     | 1 - 0           | Katwijk          |
| Haaglandia       | 0 - 1           | Lisse            |
| NEC Amateurs     | 2 - 3           | Harkemase Boys   |
| Barendrecht      | 2 - 2 (4-3 dcr) | Hilversum        |
| Lienden          | 3 - 4           | Bennekom         |
| Alphense Boys    | 0 - 1           | Montfoort        |
| Urk              | 1 - 2           | Berkum           |
| ODIN '59         | 1 - 2 (dts)     | VVSB             |
| UNA              | 2 - 0           | Spakenburg       |
| JVC Cuijk        | 1 - 1 (7-6 dcr) | Voorschoten '97  |
| GVVV             | 3 - 1           | Nemelaer         |
| Noordwijk        | 4 - 1           | EHC              |
| Young Boys       | 1 - 2           | HSC 21           |
| Be Quick 1887    | 0 - 3           | HHC Hardenberg   |
| EVV              | 5 - 3           | HSV Hoek         |

## Secondo turno
Hanno partecipato le 28 vincenti del primo turno, le 18 squadre di Eredivisie e le 18 di Eerste Divisie. Le partite si sono giocate tra il 20 e il 22 settembre 2011.
| Squadra 1        | Risultato       | Squadra 2        |
| ---------------- | --------------- | ---------------- |
| Montfoort        | 1 - 6           | Sparta Rotterdam |
| VVV-Venlo        | 0 - 2           | Heerenveen       |
| Feyenoord        | 4 - 0           | AGOVV            |
| Cambuur          | 0 - 1           | Zwolle           |
| Bennekom         | 1 - 6           | Roda JC          |
| Harkemase Boys   | 4 - 2 (dts)     | Willem II        |
| IJsselmeervogels | 0 - 2           | Dordrecht        |
| Go Ahead Eagles  | 3 - 1 (dts)     | Helmond Sport    |
| Fortuna Sittard  | 2 - 4 (dts)     | N.E.C.           |
| WKE              | 1 - 2           | Den Bosch        |
| Sparta Nijkerk   | 4 - 2 (dts)     | Staphorst        |
| Zwaluwen '30     | 1 - 2           | GVVV             |
| EVV              | 1 - 5           | TOP Oss          |
| Excelsior 31     | 0 - 5           | Excelsior        |
| ARC              | 0 - 8           | MVV              |
| Vitesse          | 0 - 0 (5-4 dcr) | NAC Breda        |
| Scheveningen     | 1 - 3           | ADO Den Haag     |
| VVSB             | 0 - 8           | PSV              |
| Hilversum        | 0 - 3           | RKC Waalwijk     |
| HBS              | 2 - 3           | Lisse            |
| Noordwijk        | 1 - 3           | Ajax             |
| Zwaluwen         | 1 - 8           | Twente           |
| Genemuiden       | 3 - 1           | HSC 21           |
| Argon            | 0 - 2           | Almere City      |
| JVC Cuijk        | 0 - 1           | Heracles Almelo  |
| De Treffers      | 3 - 2           | HHC Hardenberg   |
| UNA              | 1 - 3           | Volendam         |
| Berkum           | 2 - 0           | Veendam          |
| Eindhoven        | 3 - 1           | Emmen            |
| De Graafschap    | 1 - 1 (4-3 dcr) | Utrecht          |
| Achilles '29     | 1 - 1 (2-1 dcr) | Telstar          |
| AZ Alkmaar       | 4 - 2 (dts)     | Groningen        |

## Terzo turno
Le partite si sono giocate tra il 25 e il 27 ottobre 2011.
| Squadra 1        | Risultato   | Squadra 2      |
| ---------------- | ----------- | -------------- |
| Heerenveen       | 6 - 1       | Harkemase Boys |
| TOP Oss          | 3 - 1 (dts) | Den Bosch      |
| Almere City      | 1 - 2       | Eindhoven      |
| Excelsior        | 0 - 3       | GVVV           |
| Achilles '29     | 1 - 0       | MVV            |
| Zwolle           | 0 - 1       | RKC Waalwijk   |
| Vitesse          | 2 - 1       | ADO Den Haag   |
| Twente           | 4 - 3       | Genemuiden     |
| PSV              | 3 - 0       | Lisse          |
| De Treffers      | 1 - 5       | De Graafschap  |
| Heracles Almelo  | 4 - 0       | Berkum         |
| Sparta Rotterdam | 4 - 0       | Sparta Nijkerk |
| Roda JC          | 2 - 4       | Ajax           |
| Dordrecht        | 2 - 3 (dts) | AZ Alkmaar     |
| N.E.C.           | 1 - 0       | Volendam       |
| Go Ahead Eagles  | 2 - 1       | Feyenoord      |

## Ottavi di finale
Le partite si sono giocate tra il 20 e il 22 dicembre 2011.
| Squadra 1        | Risultato       | Squadra 2       |
| ---------------- | --------------- | --------------- |
| RKC Waalwijk     | 3 - 2           | Go Ahead Eagles |
| Sparta Rotterdam | 1 - 1 (4-5 dcr) | GVVV            |
| Heracles Almelo  | 4 - 0           | De Graafschap   |
| Heerenveen       | 11 - 1          | TOP Oss         |
| N.E.C.           | 3 - 0           | Achilles '29    |
| Ajax             | 2 - 3           | AZ Alkmaar      |
| Eindhoven        | 1 - 2           | Vitesse         |
| Twente           | 1 - 2 (dts)     | PSV             |

## Quarti di finale
| Squadra 1       | Risultato | Squadra 2    |
| --------------- | --------- | ------------ |
| Vitesse         | 1 - 2     | Heerenveen   |
| Heracles Almelo | 3 - 0     | RKC Waalwijk |
| AZ Alkmaar      | 2 - 1     | GVVV         |
| PSV             | 3 - 2     | N.E.C.       |

| Arbitro: | Richard Liesveld |

|            |           |                  |
| Aborah 41’ | Marcatori | 67’ Elm 71’ Dost |

| Arbitro: | Ruud Bossen |

|                                          |           |  |
| Armenteros 30’ Quansah 35’ Vejinović 58’ | Marcatori |  |

| Arbitro: | Jan Wegereef |

|                 |           |                     |
| Martens 19’ 66’ | Marcatori | 10’ van Meegdenburg |

| Arbitro: | Danny Makkelie |

|                                     |           |                                 |
| Mertens 5’ Matavž 41’ Strootman 43’ | Marcatori | 15’ van der Velden 45+1’ Schøne |

## Semifinali
Le partite si sono giocate il 21 ed il 22 marzo 2012.
| Squadra 1  | Risultato   | Squadra 2       |
| ---------- | ----------- | --------------- |
| Heerenveen | 1 - 3       | PSV             |
| AZ Alkmaar | 2 - 4 (dts) | Heracles Almelo |

| Arbitro: | Bas Nijhuis |

|         |           |                                     |
| Elm 34’ | Marcatori | 23’ Labyad 46’ Wijnaldum 50’ Matavž |

| Arbitro: | Richard Liesveld |

|                           |           |                                                |
| Maher 20’ Gudmundsson 22’ | Marcatori | 7’ Everton 66’ Quansah 110’ Bruns 120’ Gouriye |

## Finale
| Squadra 1 | Risultato | Squadra 2       |
| --------- | --------- | --------------- |
| PSV       | 3 - 0     | Heracles Almelo |

| Arbitro: | Pol van Boekel |

|                                   |           |  |
| Toivonen 30’ Mertens 55’ Lens 62’ | Marcatori |  |

| PSV Eindhoven | Heracles Almelo |

| PSV EINDHOVEN : |    |                            |     |      |
|                 |    |                            |     |      |
| POR             | 21 | Przemysław Tytoń           |     |      |
| TD              | 13 | Atiba Hutchinson           |     |      |
| DC              | 4  | Marcelo                    |     |      |
| DC              | 3  | Wilfred Bouma              |     |      |
| TS              | 5  | Erik Pieters               | 40’ |      |
| CC              | 20 | Zakaria Labyad             | 62’ | 75’  |
| CC              | 6  | Kevin Strootman            |     |      |
| CC              | 7  | Ola Toivonen               | 69’ |      |
| ATT             | 10 | Georginio Wijnaldum        |     | 106’ |
| ATT             | 11 | Jeremain Lens (c)          |     | 80’  |
| ATT             | 14 | Dries Mertens              |     | 86’  |
| Sostituti :     |    |                            |     |      |
| POR             | 33 | Khalid Sinouh              |     |      |
| DIF             | 2  | Stanislav Manolev          |     |      |
| DIF             | 18 | Timothy Derijck            |     |      |
| CEN             | 8  | Orlando Engelaar           |     | 75’  |
| ATT             | 9  | Tim Matavž                 |     | 80’  |
| ATT             | 22 | Memphis Depay              |     | 86’  |
| ATT             | 19 | Jan Vennegoor of Hesselink |     |      |
| Allenatore :    |    |                            |     |      |
| Phillip Cocu    |    |                            |     |      |

| HERACLES ALMELO : |    |                            |     |     |
|                   |    |                            |     |     |
| POR               | 22 | Remko Pasveer              |     |     |
| TD                | 2  | Tim Breukers               |     |     |
| DC                | 14 | Ben Rienstra               | 61’ |     |
| DC                | 4  | Antoine van der Linden (c) |     |     |
| TS                | 5  | Mark Looms                 |     |     |
| CC                | 8  | Lerin Duarte               |     | 66’ |
| CC                | 17 | Kwame Quansah              |     |     |
| TRQ               | 21 | Darl Douglas               |     | 66’ |
| TRQ               | 23 | Willie Overtoom            |     | 71’ |
| TRQ               | 11 | Everton                    |     |     |
| ATT               | 18 | Samuel Armenteros          |     |     |
| Sostituti :       |    |                            |     |     |
| POR               | 26 | Dennis Telgenkamp          |     |     |
| DIF               | 29 | Jason Davidson             |     |     |
| DIF               | 32 | Mike te Wierik             |     |     |
| CEN               | 10 | Marko Vejinović            |     | 66’ |
| CEN               | 20 | Thomas Bruns               |     | 66’ |
| ATT               | 15 | Ninos Gouriye              |     | 71’ |
| ATT               | 19 | Luís Pedro                 |     |     |
| Allenatore :      |    |                            |     |     |
| Peter Bosz        |    |                            |     |     |